# HaTikwa

Text der Nationalhymne Israels – Hatikwah

Die haTikwa (hebräisch הַתִּקְוָה ha-Tiqwah bzw. unpunktiert und Plene התקווה, ‚die Hoffnung‘; auch Hatikva oder Hatikvah geschrieben) ist die Nationalhymne des Staates Israel. Der Text entstammt, in gekürzter Form, dem 1878 verfassten Gedicht Tikwatenu („Unsere Hoffnung“) von Naphtali Herz Imber (1856–1909). Der unter Verwendung einer älteren Melodie vom Komponisten Samuel Cohen vertonte Text wurde – vermutlich im Jahr 1888 – das erste Mal von ihm in seinem Wohnort Rishon LeZion gesungen.
Schon seit 1897 ist die haTikwa die Hymne der zionistischen Bewegung. Mit der Gründung des Staates Israel am 14. Mai 1948 wurde der vertonte Text zur Nationalhymne erklärt. Am Schluss des Gedichts wurde jedoch eine Änderung vorgenommen: Statt der von Imber ausgedrückten Hoffnung, Juden mögen ins Land ihrer Vorväter zurückkehren, heißt es seitdem: „… zu sein ein freies Volk, in unserem Land Zion und in Jerusalem“. Das Orchester-Arrangement, das üblicherweise bei offiziellen Anlässen gespielt wird, schuf der Dirigent Bernardino Molinari im selben Jahr für das Israel Philharmonic Orchestra. 2004 wurde der Nationalhymnen-Status durch die Knesset rechtlich festgelegt.
Die haTikwa wird in vielen Synagogen und jüdischen Gemeinden gesungen, auch in der jüdischen Diaspora. Dies ist beispielsweise am Unabhängigkeitstag Israels (Jom haAtzma’ut), am Gedenktag für die Gefallenen der Kriege Israels (Jom haZikaron) und am Gedenktag für den Holocaust (Jom haScho’a) häufig der Fall.

## Musik
Die Melodie der haTikwa geht auf ein unbekanntes europäisches Volkslied zurück, das unter anderem in der rumänischen, deutschen, polnischen und spanischen Volksmusik auftaucht und ins Liedgut vieler europäischer Länder (z. B. La Mantovana, Ack Värmeland, du sköna, Cucuruz cu frunza-n sus, Carul cu boi) übernommen wurde. Auch das Hauptthema der sinfonischen Dichtung Vltava („Die Moldau“) von Bedřich Smetana und das Kinderlied Alle meine Entchen weisen Ähnlichkeiten mit dieser Melodie auf. In die heute gebräuchliche Fassung wurde die Musik vermutlich 1888 von Samuel Cohen gebracht; das Orchesterarrangement stammt von Paul Ben-Haim. Eine andere Bearbeitung für großes Orchester stammt von Kurt Weill.

## Text
Der Text der haTikwa entstammt der ersten Strophe des Gedichts Tikwatenu (Unsere Hoffnung) von Naphtali Herz Imber (1856–1909) aus dem Jahre 1878. Als die haTikwa 1948 zur Nationalhymne des neu gegründeten Staates Israel erklärt wurde, wurde der Text, der vorher den Wunsch der Rückkehr nach Zion zum Gegenstand hatte, wie unten dargestellt geändert. Der Vers „Solange ist unsere Hoffnung nicht verloren“ ist eine Umdeutung des Bibelverses Ez 37,11  („Unsere Hoffnung ist verloren“) aus dem „Traum der verdorrten Gebeine“ des Propheten Ezechiel.
In der Folge wird der hebräische Originaltext der modernen Hymne mit Transkription und deutscher Übersetzung wiedergegeben.
| כל עוד בלבב פנימה נפש יהודי הומיה, ולפאתי מזרח קדימה עין לציון צופיה - עוד לא אבדה תקותנו, התקוה בת שנות אלפים, להיות עם חופשי בארצנו ארץ ציון וירושלים. | Kol od ba-lewaw penima – Nefesch jehudi homija ul'fatej misrach kadima Ajin le-Zijon zofija. Od lo awda Tikwatejnu haTikwa bat schnot Alpajim: Lihjot am chofschi be-arzenu - Erez Zijon wi-Jruschalajim. | Solange noch im Herzen eine jüdische Seele wohnt und nach Osten hin, vorwärts, ein Auge nach Zion blickt, so lange ist unsere Hoffnung nicht verloren, die Hoffnung, zweitausend Jahre alt, zu sein ein freies Volk, in unserem Land, im Lande Zion und in Jerusalem! |

## Originaltext des Gedichtes Tikwatenu
Originaltext des Gedichtes Tikwatenu mit Transkription (in moderner israelischer Aussprache) und deutscher Übersetzung.
| 1 כָּל עוֹד בַּלֵּבָב פְּנִימָה ,נֶפֶשׁ יְהוּדִי הוֹמִיָּה ,וּלְפַאֲתֵי מִזְרָח קָדִימָה .עַיִן לְצִיּוֹן צוֹפִיָּה                                 | 1 Kol od balevav penimah Nefesh yehudi homiyah Ulefa'atei mizrah kadimah Ayin letziyon tzofiyah                                                               | 1 Solange noch im Herzen eine jüdische Seele wohnt und nach Osten hin, vorwärts, ein Auge nach Zion blickt;                                                                                            |
| פזמון עוֹד לֹא אָבְדָה תִקְוָתֵנוּ :הַתִּקְוָה הַנּוֹשָׁנָה .לָשׁוּב לְאֶרֶץ אֲבוֹתֵינוּ .לְעִיר בָּהּ דָּוִד חָנָה                               | Refrain Od lo avdah tikvatenu Hatikvah hannoshanah Lashuv le'eretz avoteinu Le'ir bah david chanah                                                            | Refrain Solange ist unsere Hoffnung nicht verloren, Die uralte Hoffnung, ins Land unserer Väter zurückzukehren, in die Stadt, wo David sein Lager errichtet hat;                                       |
| 2 כָּל-עוֹד דְּמָעוֹת מֵעֵינֵינוּ ,יִזְּלוּ כְגֶשֶׁם נְדָבוֹת וּרְבָבוֹת מִבְּנֵי עַמֵּנוּ .עוֹד הוֹלְכִים עַל קִבְרֵי אָבוֹת                        | 2 Kol-od dema'ot me'eineinu Yizzelu chegeshem nedavot Urevavot mibbenei ammenu Od holechim al kivrei avot                                                     | 2 solange Tränen aus unseren Augen fließen wie wohltätiger Regen, Und Zehntausende unserer Landsleute die Gräber unserer (Vor)Väter aufsuchen;                                                         |
| פזמון | Refrain | Refrain |
| 3 כָּל-עוֹד חוֹמַת מַחֲמַדֵּינוּ ,לְעֵינֵינוּ מוֹפָעַת וְעַל חֻרְבַּן מִקְדָּשֵׁנוּ .עַיִן אַחַת עוֹד דוֹמָעַת                                  | 3 Kol-od chomat machamaddeinu Le'eineinu mofa'at Ve'al churban mikdashenu Ayin achat od doma'at                                                               | 3 Solange unsere kostbare Mauer vor unseren Augen erscheint, Und über der Zerstörung unseres Tempels Noch ein Auge Tränen vergießt;                                                                    |
| פזמון | Refrain | Refrain |
| 4 כָּל-עוֹד מֵי הַיַּרְדֵּן בְּגָאוֹן ,מְלֹא גְדוֹתָיו יִזֹּלוּ וּלְיָם כִּנֶּרֶת בְּשָׁאוֹן .בְּקוֹל הֲמוּלָה יִפֹּלוּ                                | 4 Kol-od mei hayarden bega'on Melo gedotav yizzolu Uleyam kinneret besha'on Bekol hamulah yippolu                                                             | 4 Solange das Wasser vom Jordan In Fülle über seine Ufer tritt, Und in den See Genezareth Mit lautem Rauschen stürzt;                                                                                  |
| פזמון | Refrain | Refrain |
| 5 כָּל-עוֹד שָׁם עֲלֵי דְרָכַיִם ,שַעַר יֻכַּת שְׁאִיָּה וּבֵין חָרְבוֹת יְרוּשָׁלַיִם .עוֹד בּת צִיּוֹן בּוֹכִיָּה                                | 5 Kol-od sham alei derachayim Sha'ar yukkat she'iyah Uvein charevot yerushalayim Od bat tziyon bochiyah                                                       | 5 Solange dort auf den Landstraßen Die demütigen Stadttore markieren, Und unter den Ruinen von Jerusalem Noch eine Tochter Zions weint;                                                                |
| פזמון | Refrain | Refrain |
| 6 כָּל-עוֹד דְּמָעוֹת טְהוֹרוֹת ,מֵעֵין בַּת עַמִּי נוֹזְלוֹת וְלִבְכּוֹת לְצִיּוֹן בְּרֹאשׁ אַשְׁמוֹרוֹת .עוֹד תָּקוּם בַּחֲצִי הַלֵּילוֹת                | 6 Kol-od dema'ot tehorot Me'ein bat ammi nozelot Velivkot letziyon berosh ashmorot Od takum bachatzi halleilot                                                | 6 Solange noch reine Tränen vom Auge einer Tochter meines Volkes fließen, Und um Zion während der Nachtwache zu beweinen, sie um Mitternacht aufsteht;                                                 |
| פזמון | Refrain | Refrain |
| 7 כָּל-עוֹד נִטְפֵי דָם בְּעוֹרְקֵינוּ ,רָצוֹא וָשׁוֹב יִזֹּלוּ וַעֲלֵי קִבְרוֹת אֲבוֹתֵינוּ .עוֹד אֶגְלֵי טַל יִפֹּלוּ                           | 7 Kol-od nitfei dam be'orekeinu Ratzo vashov yizzolu Va'alei kivrot avoteinu Od eglei tal yippolu                                                             | 7 Solange noch Blutstropfen in unseren Adern hin und her fließen, Und auf die Gräber unserer Väter noch Tautropfen fallen;                                                                             |
| פזמון | Refrain | Refrain |
| 8 כָּל-עוֹד רֶגֶשׁ אַהֲבַת הַלְּאוֹם ,בְּלֵב הַיְּהוּדִי פּוֹעֵם עוֹד נוּכַל קַוּוֹת גַּם הַיּוֹם .כִּי עוֹד יְרַחֲמֵנוּ אֵל זוֹעֵם                    | 8 Kol-od regesh ahavat halle'om Belev haiyhudi po'em Od nuchal kavvot gam haiyom Ki od yerachamenu el zo'em                                                   | 8 Solange das Gefühl der Liebe zum Volk im Herzen des Juden pocht, können wir auch heute noch hoffen Dass ein zürnender Gott sich unser erbarmt;                                                       |
| פזמון | Refrain | Refrain |
| 9 שמעו אחי בארצות נודִי את קול אחד חוזינו, כּי רַק עִם אַחֲרוֹן הַיְּהוּדִי !גַּם אַחֲרִית תִּקְוָתֵנוּ                         | 9 Shim'u achai be'artzot nudi Et kol achad chozeinu Ki rak im acharon hayehudi Gam acharit tikvatenu!                                                         | 9 Hört, meine Brüder, in den Ländern meines Exils Die Stimme eines unserer Visionäre, (Der erklärt) dass nur mit dem letzten Juden, das Ende unserer Hoffnung erreicht ist!                            |
| פזמון | Refrain | Refrain |
| 10 לֵךְ עַמִּי, לְשָׁלוֹם שׁוּב, ,הַצֱּרִי בְגִלְעָד, בִּירוּשָׁלַיִם רוֹפְאֶךָ ,רוֹפְאֶךָ יְיָ, חָכְמַת לְבָבוֹ !לֵךְ עַמִּי לְשָׁלוֹם, וּרְפוּאָה קְרוֹבָה לָבוֹא… | 10 lech ami, le-schalom schuw, hazeri we-gil’ad, bi-jrushalajim rofe’echa, rofe’echa ha-schem, chachemat lewawo, lech ami le-schalom, urefu’ah kerowah lawo … | 10 Geh mein Volk, kehre in Frieden zurück, dein Balsam ist in Gilead, in Jerusalem ist dein Arzt, dein Arzt ist Gott, die Weisheit seines Herzens, geh mein Volk in Frieden, deine Heilung kommt bald… |
| פזמון | Refrain | Refrain |

## Sonstiges
Die Vertonung des Liedes haTikwa durch Samuel Cohen diente auch als Vorlage für das christliche Lied Zünde an dein Feuer, Herr im Herzen mir von Berta Schmidt-Eller (vor 1961), das die Melodie verwendet, aber einen christlichen deutschen Text hat.
Im Jahr 2005 baute John Williams in seinen Soundtrack für den Film München von Steven Spielberg Hatikvah (The Hope) ein, während im Film gezeigt wird, wie Israel um die Opfer der Geiselnahme von München bei den Olympischen Sommerspielen 1972 trauert.
Als inoffizielle zweite Nationalhymne Israels wird oft das Lied Yerushalayim Shel Zahav (Jerusalem aus Gold) angesehen.
Anders als nahezu alle Nationalhymnen steht die von Israel in einer Moll-Tonart.